# Zwembad De Krommerijn
Zwembad De Krommerijn is een deels overkapbaar buitenzwembad in de Nederlandse stad Utrecht, vernoemd naar de nabijgelegen rivier, de Kromme Rijn. Het zwembad wordt beheerd door Stichting Zwembad Krommerijn.

## Geschiedenis
In de voorgeschiedenis van dit zwembad was er vanaf 1868 al een zwemgelegenheid in de vorm van een natuurbad aan de zuidoostzijde van de stad tussen Rijnsweerd en Amelisweerd. In juli 1915 werd een nieuwe zwemgelegenheid officieel geopend. In verband met de Kringenwet was de nabij Fort Vossegat gesitueerde zwemgelegenheid in hout uitgevoerd. De zwemgelegenheid kende gescheiden zwembassins voor heren en dames, een duiktoren, tribune, zonneweide en kanohaven. Het water voor het bad was afkomstig uit de Kromme Rijn, waar het in open verbinding mee stond. Het werd onder meer gebruikt voor zwemlessen en waterpolowedstrijden. Gaandeweg werd de zwemgelegenheid in de volksmond ook wel (De) Timp genoemd, een benaming ontleend aan een bekende badmeester. Rond 1925 volgde een verbouwing. In 1957 werd het natuurbad mede om reden van vervuiling van de rivier door industrie en rattenoverlast gesloten.
Vanaf 1962 werd naast de oude locatie een nieuwe zwemgelegenheid aangelegd: Zwembad Krommerijn. De opening vond plaats in mei 1964. Het kent diverse baden waaronder een 50-meter bassin. Kunstenaar Johan Haanstra ontwierp een hekwerk dat de ligweide scheidt van het voorterrein. Een beeld van Eric Claus werd in 1964 geplaatst bij het zwembad. In 1991 kreeg de Utrechtse zwem- en waterpolovereniging UZSC toestemming in en rond de wintermaanden een opblaasbare hal rond het wedstrijdbad op te trekken.
In de eerste helft van 2011 wordt gestart met een grootschalige verbouwing van Zwembad Krommerijn. De opblaasbare hal maakt plaats voor een vaste constructie met een verwijderbare overkapping voor de zomermaanden. In 2013 worden hier de zwemonderdelen van het Europees Jeugd Olympisch Festival (EJOF) worden gehouden. Het eigendom van het nieuwe zwembad komt in handen van de Stichting Exploitatie Zwembad Krommerijn, opgericht door zwemvereniging UZSC. In de zomermaanden wordt het zwembad door de gemeente Utrecht geëxploiteerd en krijgt men toegang via een abonnement of losse kaartjes. De rest van het jaar wordt het door de stichting geëxploiteerd en is het enkel voor abonnementhouders geopend. Het bad wordt tevens verhuurd aan particulieren en bedrijven. Op de bovenverdieping bevindt zich de kantine en verenigingsruimte van de UZSC en een sportschool.

## Fotogalerij

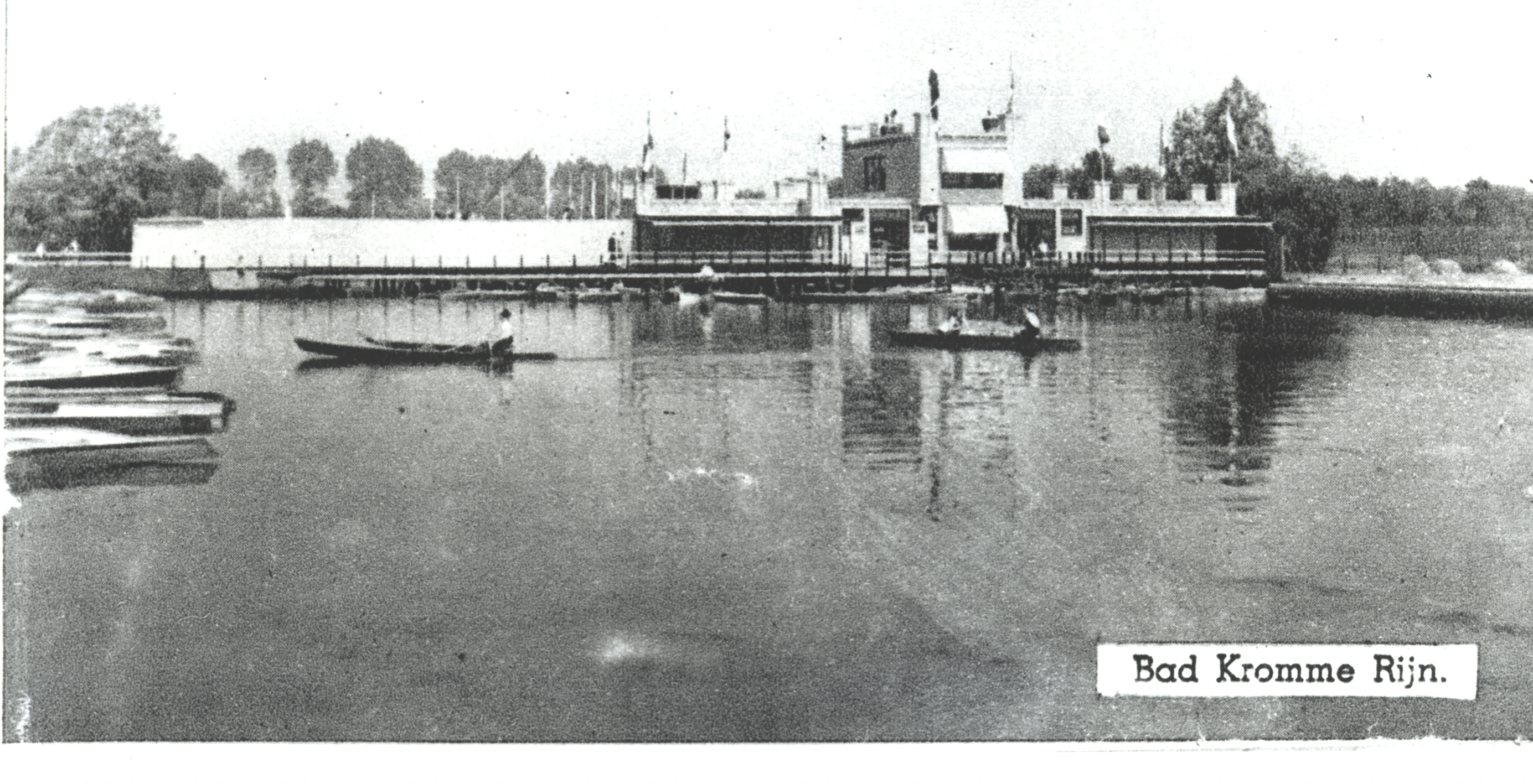
Voormalige natuurbad aan de Kromme Rijn met de kanohaven in 1936
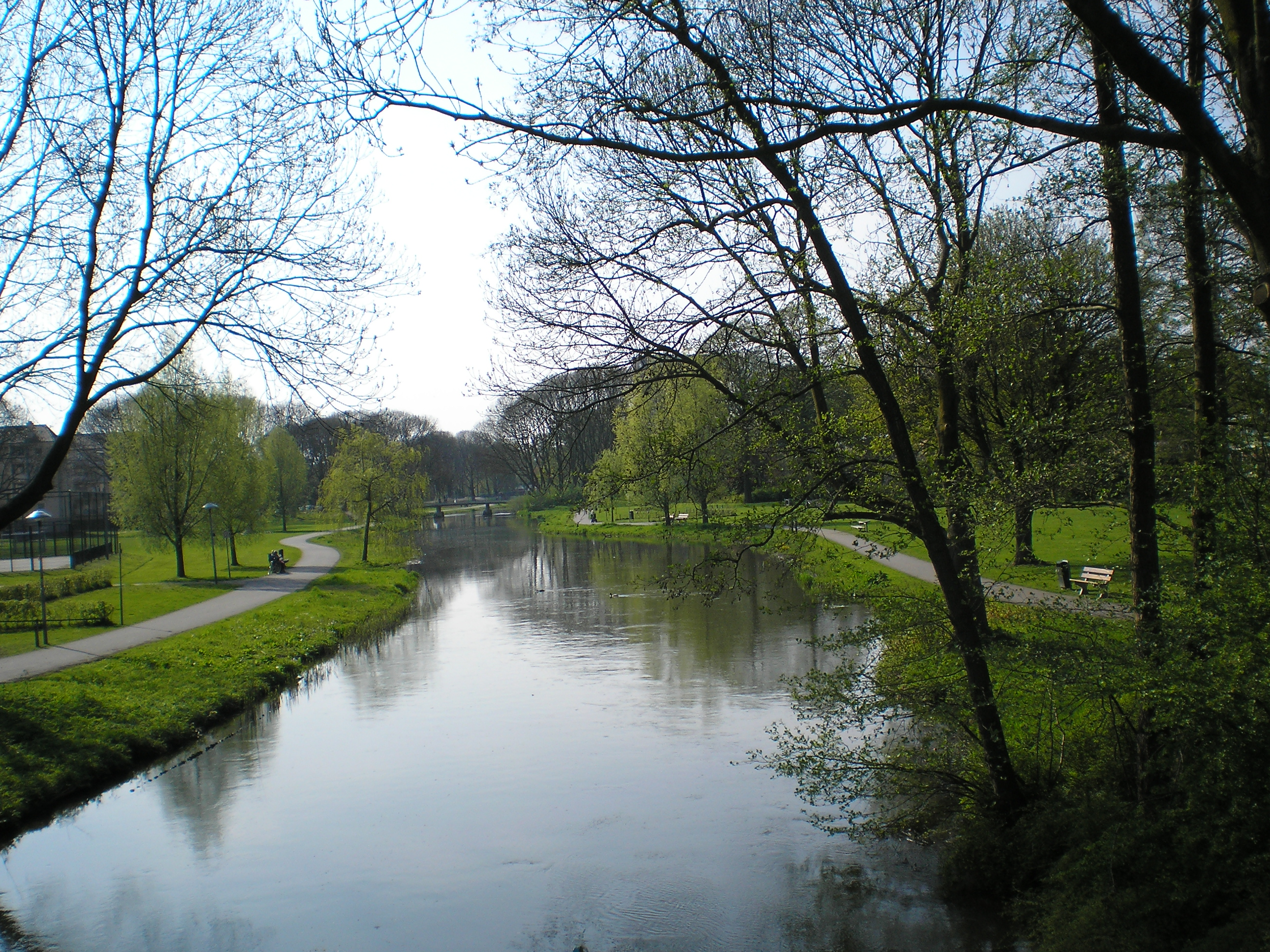
Rivier de Kromme Rijn ter hoogte van de Tamboersdijk
- Bioscoopjournaal uit 1938. De wedstrijd waterpolo tussen Nederland en België in het openluchtzwembad De Krommerijn te Utrecht (uitslag 2-3).